# 카를 본데
카를 구스타프 본데(스웨덴어: Carl Gustaf Bonde, 1872년 4월 28일 - 1957년 6월 13일)는 스웨덴의 승마 선수로 1912년과 1928년 올림픽에 출전했다.
본데는 스웨덴 스톡홀름에서 태어난 저명한 승마 선수였다. 1912년 올림픽 개인 마장마술에서 금메달을 땄으며 1928년 암스테르담 올림픽때 스웨덴 대표팀의 일원으로서 은메달을 땄다. 1928년 올림픽때 개인 마장마술에서 19위를 했다.

## 참고 자료
- 본데, 카를 (1943년). 《Jag berättar för Jan》 (스웨덴어). 스톡홀름: Medén.